# Karl Illner

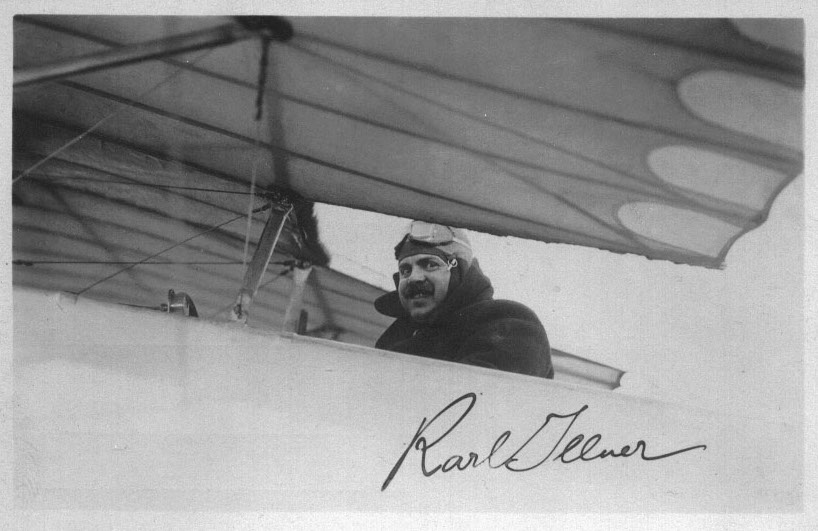
Karl Illner, 1910

Karl Illner född 14 juli 1877 i Schatzlar död 6 augusti 1935 i Wien, var en österrikisk flygpionjär. 
Illner anställdes som mekaniker och pilot av flygplanskonstruktören Igo Etrich. Han genomförde den första flygningen med Etrich I 8 augusti 1909, då han lyckades flyga 40 meter på en höjd av fyra meter. Han tilldelades Österrike-Ungerns tredje flygcertifikat 24 april 1910. 
Med certifikatet i sin hand inledde han jakten på olika flygrekord. Han blev den första som genomförde en längre sträckflygning då han 17 maj 1910 flög tur och retur mellan  Wiener Neustadt och Wien. Vid den internationella flygmässan i Wiener Neustadt september 1910 tog han hem alla förstapriserna i de olika flygtävlingarna. Han vann 20 000 kronen genom en flygning mellan Wien och Horn 10 oktober 1910.
När samarbetet mellan Etrich och Illner upphörde arbetade han med olika flygförsök och flygplanskonstruktioner i Berlin och Budapest.